# Freeland (Washington)
Freeland é uma Região censo-designada localizada no estado norte-americano de Washington, no Condado de Island.

## Demografia
Segundo o censo norte-americano de 2000, a sua população era de 1313 habitantes.

## Geografia
De acordo com o United States Census Bureau tem uma área de
12,3 km², dos quais 8,7 km² cobertos por terra e 3,6 km² cobertos por água. Freeland localiza-se a aproximadamente 36 m acima do nível do mar.

## Localidades na vizinhança
O diagrama seguinte representa as localidades num raio de 20 km ao redor de Freeland.